# Islands nationalteater
Islands nationalteater (islandsk: Þjóðleikhúsið udtales [ˈθjouːðlɛikˌhuːsɪð]) i Reykjavík er det nationale teater i Island.
Det er tegnet af Guðjón Samúelsson og blev formelt åbnet 20. april 1950. Fra 2015 har den kunstneriske leder været Ari Matthíassona.

## Produktioner
Nationalteateret opsætter omkring 30 produktioner hver sæson (nye produktioner, repremierer og gæstespil), bestående af et varieret repertoire af nye Islandske værker, nye udenlandske værker, islandske og udenlandske klassikere, musicals, dansestykker og børneforestillinger. Teatret producerer omkring 10 nye produktioner hvert år og samarbejder med uafhængige teater- og dansegrupper.
Teateret har en vigtig rolle i udviklingen af nye islandske stykker og har til formål at udvikle de unges værdsættelse af teatret gennem produktioner især beregnet for børn og unge.

### Turnéer
Teateret rejser også på turné i Island med sine produktioner, og i de senere år har man også turneret i udlandet, herunder:
- 'Køkken efter mål'  (Kitchen by Measure) på det Kongelige Teater (2006)
- 'Gerpla'  ved "Festspillene i Bergen" (2010)
- 'Shimmer sølvfisken'  (Shimmer the Silver Fish) på internationale børnefestivaler i Sverige og Rusland (2010-2011)
- 'Havmuseet'  ved Centrum Dramatique National d'Orléans og Théâtre de Paris i Frankrig (2009-2010)
- 'Peer Gynt'  på Ibsen Festival i Oslo (2006), Barbican Arts Centre i London (2007)
- 'Bozar'  i Bruxelles (2008)
- 'Det Grønne Hus'  på Færøerne (2006)

## Kunstnerisk ledelse af teatret
| 1949-1972 | Guðlaugur Rósinkranz  |
| 1972-1983 | Sveinn Einarsson      |
| 1983-1991 | Gísli Alfreðsson      |
| 1991-2004 | Stefán Baldursson     |
| 2005-2014 | Tinna Gunnlaugsdóttir |
| 2015-     | Ari Matthíasson       |